# Dobos Ferenc
Dobos Ferenc (Alsójára, 1881. július 31. – Székelyudvarhely, 1949. május 1.) magyar költő és történész.

## Életútja
A kolozsvári egyetemen szerzett tanári és bölcsészdoktori oklevelet. Csíksomlyón, majd 1908-tól a székelyudvarhelyi katolikus főgimnáziumban tanított.
Könyvet írt Az Adria uralmának kérdése a 14. században címmel (Kolozsvár, 1905); cikkeit, verseit közölték a helyi lapok, a székelyek eredete és a székek kérdése foglalkoztatta. A székelyek hun eredete című tanulmánya A Székelyföld írásban és képben (Kolozsvár, 1941) című gyűjteményes kötetben jelent meg. Öregkori líráját az Őszi levélhullás (Kolozsvár, 1941) című verskötet mutatja be.